# طاهري أباد (شيروان)
طاهري أباد (بالفارسية: طاهری‌آباد) هي قرية و مستوطنة تقع في إيران في قسم شیروان الريفي. يقدر عدد سكانها بـ 109 نسمة بحسب إحصاء 2016.